# Acrotrema arnottianum
Acrotrema arnottianum är en tvåhjärtbladig växtart som beskrevs av Robert Wight. Acrotrema arnottianum ingår i släktet Acrotrema och familjen Dilleniaceae. Inga underarter finns listade i Catalogue of Life.

## Bildgalleri

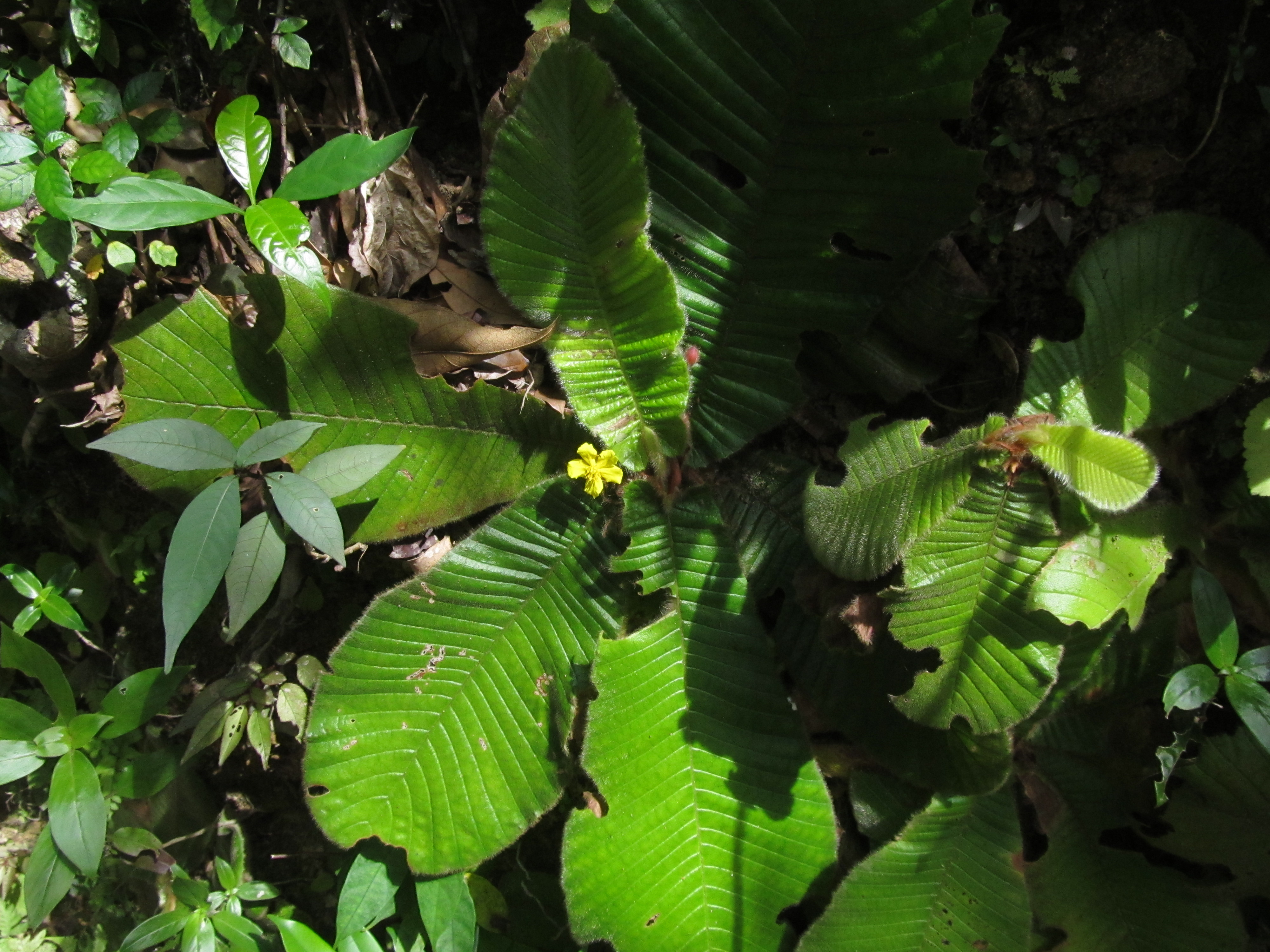